# 格林斯福克 (印地安納州)
格林斯福克（英語：Greens Fork）是一個位於美國印地安納州韋恩縣的城鎮。

## 人口
根據2010年美國人口普查的數據，格林斯福克的面積為0.36平方千米，當中陸地面積為0.36平方千米，而水域面積為0.00平方千米。當地共有人口423人，而人口密度為每平方千米1,175人。